# Luiz Navarro de Britto
Luiz Augusto Fraga Navarro de Britto Filho (Salvador, Bahia, 5 de outubro de 1966) é um advogado brasileiro que, entre outras relevantes funções na Administração Pública Federal, exerceu o cargo de ministro de Estado da Controladoria-Geral da União (CGU), no período de 3 de março a 12 de maio de 2016. É bacharel e pós-graduado em Direito pela Universidade de Brasília (UnB).
Luiz Navarro, desde a década de 1990, foi membro da carreira de Especialista em Políticas Públicas e Gestão Governamental, do Poder Executivo Federal, após o que passou a ocupar o cargo de Consultor do Senado Federal. Atuou como assessor da Mesa Diretora da Câmara dos Deputados e como membro do Conselho de Controle de Atividades Financeiras (COAF). Entre 2015 e 2016, integrou o Conselho de Administração da Petrobras, tendo se desligado da função ao assumir o cargo de ministro-chefe da CGU. Foi ainda membro e presidente da Comissão de Ética Pública da Presidência da República.
Em janeiro de 2023, foi indicado para o cargo de Diretor de Compliance e Riscos do BNDES pelo novo presidente da instituição, Aloizio Mercadante. Sua indicação foi aprovada pelo Conselho de Administração do banco no dia 12 de janeiro e Navarro de Britto tomou posse no dia seguinte.